# Josip Juranović
Josip Juranović (Zagreb, 16. kolovoza 1995.) hrvatski je nogometaš i reprezentativac koji igra na poziciji desnog braniča. Trenutačno igra za Union Berlin.

## Klupska karijera
Rođen u Zagrebu, Juranović je prošao kroz redove trećeligaša NK Dubrave, uz dvomjesečni boravak na obližnjoj akademiji NK Croatia Sesvete. Debitirajući za seniore u Trećoj HNL u sezoni 2012./13., prvi je put pozornost na sebe skrenuo pobjedom u hrvatskom izdanju "Nike Chance" natjecanja za amaterske igrače početkom 2014. godine, stekavši pravo natjecanja za mjesto u ekipi "Nike Academy". Njegovi klupski nastupi i dalje su bili zapaženi, a neki mediji su ga proglasili i najboljim igračem jesenskog dijela 3. HNL – Zapad 2014./15., što je privuklo pozornost splitskog Hajduka.
Nakon što je početkom 2015. potpisao troipogodišnji ugovor s Hajdukom, u početku se pridružio njihovoj trećeligaškoj B momčadi, ali ga je u prvu momčad u travnju 2015. preselio novi trener kluba Goran Vučević i omogućio mu njegov prvoligaški debi u domaćem porazu od 1:2 od HNK Rijeke.
U lipnju 2018. Juranović je izabran u najbolju momčad Prve HNL za sezonu 2017./18.
Statistika u Hajduku
| Natjecanje        | Nastupi | Zgoditci |
| ----------------- | ------- | -------- |
| Prvenstvo         | 136     | 3        |
| Kup               | 13      | 0        |
| Superkup          | 0       | 0        |
| Međunarodne       | 16      | 0        |
| Splitski podsavez | 0       | 0        |
| Ukupno            | 165     | 3        |
| Prijateljske      | 50      | 5        |
| Sveukupno         | 215     | 8        |

## Reprezentativna karijera
Zlatko Dalić 6. rujna 2019. aktivirao je Juranovićev pretpoziv za hrvatsku nogometnu reprezentaciju u kvalifikacijskim utakmicama za EURO 2020. protiv Slovačke i Azerbajdžana, nakon ozljede Tina Jedvaja.
Dana 9. studenoga 2022. izbornik Zlatko Dalić uvrstio je Juranovića na popis igrača za Svjetsko prvenstvo 2022.

## Osobni život
Juranović dolazi iz zagrebačkog kvarta Dubrave. Oba njegova brata, Dragan i Mihael, također su nogometaši.

## Priznanja

### Individualna
- Član momčadi sezone 1. HNL: 2017./18.[6]
- Član momčadi sezone škotskog Premiershipa prema PFA Scotlandu: 2021./22.[11]
- 2024. Odlukom predsjednik Republike Hrvatske Zorana Milanovića odlikovan je Redom Danice hrvatske s likom Franje Bučara: "Za izniman uspjeh hrvatske nogometne reprezentacije, doprinos sportu i međunarodnom ugledu Republike Hrvatske te osvajanju 3. mjesta na 22. Svjetskom nogometnom prvenstvu u Državi Katru" [12]

### Klupska
Legia Varšava
- Ekstraklasa: 2020./21.

Celtic
- Škotski Premiership: 2021./22.[13]
- Škotski Liga kup: 2021./22.[14]

### Reprezentativna
Hrvatska
- Svjetsko prvenstvo: 2022. (3. mjesto)[15]
- UEFA Liga nacija (2. mjesto): 2022./23.

## Vanjske poveznice
- Profil, Hrvatski nogometni savez
- Profil, Transfermarkt (engl.)